# تکن ۷

نشان‌واره بازی

تکن ۷ (به انگلیسی: Tekken 7) یک بازی ویدئویی به سبک مبارزه‌ای از مجموعه بازی‌های تکن است که توسط باندای نامکو انترتینمنت ساخته و منتشر شده‌است. خبر ساخت بازی توسط کارگردان سری تکن، کاتسوهیرو هارادا در مسابقات مبارزه‌ای EVO ۲۰۱۴ لاس وگاس آشکار شد و به‌طور رسمی تأیید شد این عنوان از موتور گرافیکی آنریل انجین ۴ استفاده می‌کند. بسیاری از سؤال‌های بی‌پاسخ همانند اینکه چرا هیهاچی قصد کشتن نوه خود را دارد، چرا او پسرش کازویا را از بالای صخره به پایین پرتاب می‌کند و ژن شیطانی چیست، در این نسخه فاش شده‌است. نسخهٔ آرکید بازی در تاریخ ۱۸ مارس ۲۰۱۵ منتشر شد.
در ۲۷ اکتبر ۲۰۱۵، و در طی کنفرانس مطبوعاتی سونی در نمایشگاه بازرگانی «پاریس گیمز ویک»، توسط کاتسوهیرو هارادا، انتشار تیکن ۷ برای کنسول پلی‌استیشن ۴ تأیید شد، که همچنین همراه با محتوای انحصاری و همچنین سازگار با هدست واقعیت مجازی پلی‌استیشن وی‌آر بود.
در ۱۲ دسامبر ۲۰۱۵، نامکو باندای از یک عنوان به روز شده از نسخه آرکید بازی به نام تکن ۷: فیتد رتروبیوشن (به ژاپنی: 鉄拳7フェイテドレトリビューション Tekken 7 Feitedo Retoribyūshon) رونمایی کرد. این نسخه دارای خصوصیاتی از قبیل بهبود گرافیکی، مراحل و بخش‌های جدید، تغییر اساسی در لباس‌های پیش‌فرض شخصیت‌های حاضر در بازی، و همچنین شخصیت‌های جدید که یکی از آن‌ها آکوما، از مجموعه بازی‌های استریت فایتر شرکت کپ‌کام است. این بازی در تاریخ ۲ ژوئن ۲۰۱۷ برای پلی‌استیشن ۴، ایکس‌باکس وان و مایکروسافت ویندوز منتشر شد. دنباله‌ای تحت عنوان تکن ۸ در دست ساخت است.

## روند بازی
همانند نسخه‌های پیشین، تکن ۷ بر روی مبارزات ۱ به ۱ تمرکز خواهد کرد و از مبارزات تیمی و ۲ به ۲ در این نسخه استفاده نخواهد شد. دو مکانیزم جدید به این بازی اضافه شده‌اند؛ اولی سیستم ریج آرت نام دارد، که هنگامی سلامتی بازیکن به وضعیت بحرانی برسد، قابلیت ریج فعال می‌گردد برخلاف نسخه قبلی که تنها آسیب حرکات زیاد می‌گردید در این نسخه فقط از ریج می‌تواند برای فنون ریج آرت (هنر خشم) و ریج دیراف استفاده کرد هر شخصیت دارای یک ریج آرت و یک حرکت مخصوص به اسم ریج دیراف است که هر کدام دارای آسیب مختلف و فرمان متفاوت هستند؛ ریج آرت در واقع مجموعه از حرکات مختلف شخصیت انتخاب شد می‌باشد فقط کافی است یک حرکت اول در حریف برخورد کند تا که حرکات بعد به صورت خودکار اجرا گردد هر ریج آرت بین ۳۰ الی ۴۰ درصد خون حریف را کم می‌کند نظر به شخصیت انتخاب شد آسیب متفاوت وارد می‌گردد با این حال ریج آرت‌ها قابل دفاع هستند از این لحاظ باید بازیکن در یک برنامه‌ریزی دقیق از ریج آرت استفاده کند چون که با استفاده از ریج آرت قابلیت ریج غیرفعال می‌شود، همچنان از قابلیت ریج می‌تواند برای ریج دیراف استفاده کرد هر چند این حرکت به تنهایی آسیب زیاد وارد نمی‌کند ولی در حرکات زنجیری می‌تواند خیلی تأثیر گذار باشد. دومین سیستم پاورکراش نام دارد که این مکانیزم نیز به بازیکن این قابلیت را می‌دهد که حتی در هنگام ضربه خوردن از حریف، حرکات و حملهٔ خود را ادامه دهد، اگرچه ضربات حریف هنوز باعث کاهش سلامتی بازیکن می‌شوند.
بعدها حالت‌های جدیدی برای بازی به شکل محتوای قابل دانلود، شامل مینی گیم بولینگ در دسترس قرار گرفت.

## شخصیت‌ها
بازی دارای ۵۲ شخصیت قابل کنترل و ترکیبی از شخصیت‌های قبلی این سری و شخصیت‌های جدید می‌باشد؛ که ۲۰ نفر از آن‌ها به عنوان شخصیت‌های پیش فرض در زمان عرضه حضور داشتند، و دیگر شخصیت‌ها به مرور زمان اضافه شدند. تا به حال هشت شخصیت جدید به این نسخه اضافه شدند، در کنار شکل جدیدی از جک، و چهار شخصیت مهمان از فرَنچایز بازی مبارزه‌ای شرکت‌های کپ‌کام و اس.ان.کی.، مجموعه فاینال فانتزی اثر اسکوئر انیکس و مردگان متحرک از ایمیج کامیکس در بازی حضور دارند.

### شخصیت‌های جدید
- کاتارینا آلوس: زنی اهل آمریکای لاتین که به سبک ساواته مبارزه می‌کند.
- کلادیو: مردی سفید پوش ایتالیایی است که یکی از اعضای سازمان مقابله با شیاطین و تهدید ژن شیطانی محسوب می‌شود.
- لاکی کلویی: هنرپیشه‌ای که لباسی با مضمون بچه گربه به تن دارد و از سبک مبارزهٔ رقص بریک یا آزاد استفاده می‌کند.
- کازومی میشیما، همسر هیهاچی میشیما و مادر کازویا که دارای ژن شیطانی است و در تریلر آغازین بازی نمایش داده شد. سبک مبارزه کازومی، کاراته به سبک هاچیجو است که بسیار مشابه با سبک کاراته میشیما می‌باشد، اما با توانایی‌های بیشتری شامل احضار ببر و شناوری. او به عنوان غول آخر بازی و قابل انتخاب حضور دارد.
- شاهین: یک مبارز عرب چفیه پوش که در تصویرسازی‌های اولیه بازی آشکار شد و از سبک مبارزهٔ دفاع شخصی نظامی استفاده می‌کند.
- جوسی ریزال: یک دختر جوان فیلیپینی که به سبک اسکریما و کیک‌بوکسینگ مبارزه می‌کند.
- گیگاس، یک موجود انسان‌نما با رنگ پوست قرمز که تجهیزات رشته‌ای شکل فلزی در پشت خود حمل می‌کند.
- جک ۷ نیز به عنوان مدل جدیدی از سری جک‌ها که با اندک تغییری در طراحی شامل موهای قرمز و دست‌های سبز درخشان در این نسخه حضور دارد.
- آکوما: استاد تاریکی ساتسو نو هادو از سری بازی‌های استریت فایتر شرکت کپ‌کام نیز در نسخه فیتد رتروبیوشن به جمع بازیکنان پیوست. آکوما نقشی کلیدی در اتفاقات این نسخه ایفا می‌کند و در طی داستان، کازومی میشیما از او درخواست می‌کند برای ادای دِینش به او، هیهاچی و پسرش کازویا را به قتل برساند.
- مَستر ریون، یک نینجای مؤنث با سبک مبارزهٔ نینجوتسو بسیار مشابه با ریون.[۹]
- کونیمیتسو ۲: یک کونوایچی سارق و کونای به دست و دختر کونیمیتسو اصلی از نسخه‌های تکن و تکن ۲ است که لباس و کینهٔ مادرش نسبت به یوشیمیتسو را به ارث برده‌است.
- گیس هاوارد: نخستین بار در نمایشگاه ایوو ۲۰۱۷، به عنوان شخصیت منفی و رهبر مجرمین محلی شهر جنوبی از مجموعه بازی فیتال فیوری شرکت ژاپنی اِس‌اِن‌کی، و دومین شخصیت مهمان در این نسخه به فهرست مبارزان پیوست.
- نیگان، شخصیت بدذات کتاب کمیک و مجموعه تلویزیونی مردگان متحرک نیز به شکل محتوای قابل دانلود به جمع شخصیت‌ها پیوست.[۱۰]
- نوکتیس: شاهزاده سرزمین پادشاهی ریشیسو و قهرمان اصلی بازی فاینال فانتزی ۱۵ است، که به عنوان محتوای قابل دانلود به نسخه کنسول خانگی اضافه شد.
- لیروی اسمیث، یک استاد سبک رزمی وینگ‌چون که اهل نیویورک است. پس از اینکه در کودکی خانواده‌اش با بی‌رحمی به دست یک باند کشته شدند، به مدت پنجاه سال در خفا به تمرین پرداخت تا بتواند انتقام خود را بگیرد.
- فاکومرام مردی بلند قد، قوی و عضلانی اهل تایلند است. او قهرمان افسانه‌ای موای تای است.
- لیدیا سابیسکا: زنی جوان که نخست‌وزیر کشور لهستان است و بخاطر مردمش وارد تورنمونت تکن شده‌است. سبک مبارزه او کاراته است.

### شخصیت‌های برگشته
- آنا ویلیامز c g
- آرمور کینگ c g
- آلیسا بسکونوویچ
- آسوکا کازاما
- ادی گوردو c
- الیزا c g (جایزه پیش خرید)
- استیو فاکس
- باب ریچاردز c
- برایان فیوری
- کریگ مارداک c g
- پال فینکس
- جین کازاما a
- جولیا چنگ c g
- کوما/پاندا c
- کینگ
- کازویا میشیما / دویل کازویا e
- گانریو c g
- سرگئی دراگونوف
- مارشال لا
- فنگ وی
- دویل جین a
- لارس الکساندرسون
- لی چاولان c / وایلت c f
- لی وولانگ c g
- لینگ شائویو
- لی‌لی
- لئو کلیسن
- میگل کابایرو روهو c
- نینا ویلیامز c
- هائورانگ
- هیهاچی میشیما
- یوشیمیتسو a
- زافینا c g

^  اضافه شده پس از انتشار (نسخه اصلی آرکید)

^  شخصیت‌های غیرقابل کنترل

^  اضافه شده در فیتد رتروبیوشن

^  شخصیت مهمان

^  تغییر شکل در حین مبارزه

^  به عنوان لباس دوم

^  محتوای قابل دانلود

## بازتاب‌ها
| گردآورنده  | امتیاز |
| ---------- | ------ |
| گیم‌رنکینگز | ۸۱٫۰۰٪ |
| متاکریتیک  | ۸۲/۱۰۰ |

| ناشر                    | امتیاز    |
| ----------------------- | --------- |
| الکترونیک گیمینگ مانثلی | ۷٫۵/۱۰    |
| یوروگیمر                | ۸۰٪       |
| فامیتسو                 | ۳۶/۴۰     |
| گیم اینفورمر            | ۸/۱۰      |
| گیم‌پرو                  | ۸٫۴/۱۰    |
| گیم رولیشن              | 4/5 ستاره |
| گیم‌اسپات                | ۸/۱۰      |
| گیمز ریدار+             | [ ۱۵ ]    |
| آی‌جی‌ان                  | ۹٫۵/۱۰    |

تکن ۷ به‌طور کلی مورد تحسین منتقدین قرار گرفت و با میانگین امتیاز ۸۲ از ۱۰۰ در وبگاه متاکریتیک قرار دارد. وبگاه آی‌جی‌ان و گیم‌اسپات به ترتیب امتیاز ۹٫۵ و ۸ از ۱۰ را به این بازی تقدیم کردند و همچنین هر دو نسخه کنسولی پلی‌استیشن ۴ و اکس‌باکس وان امتیاز ۳۶/۴۰ را از مجله محبوب ژاپنی فامیتسو دریافت کردند.